# 里瓦利耶河
里瓦利耶河（法語：Rivalier，法語發音：[ʁivalje]）是法国新阿基坦大区上维埃纳省与克勒兹省的河流，是阿尔杜尔河的左支流，长18.4千米。